# Fjärde sjöstridsflottiljen

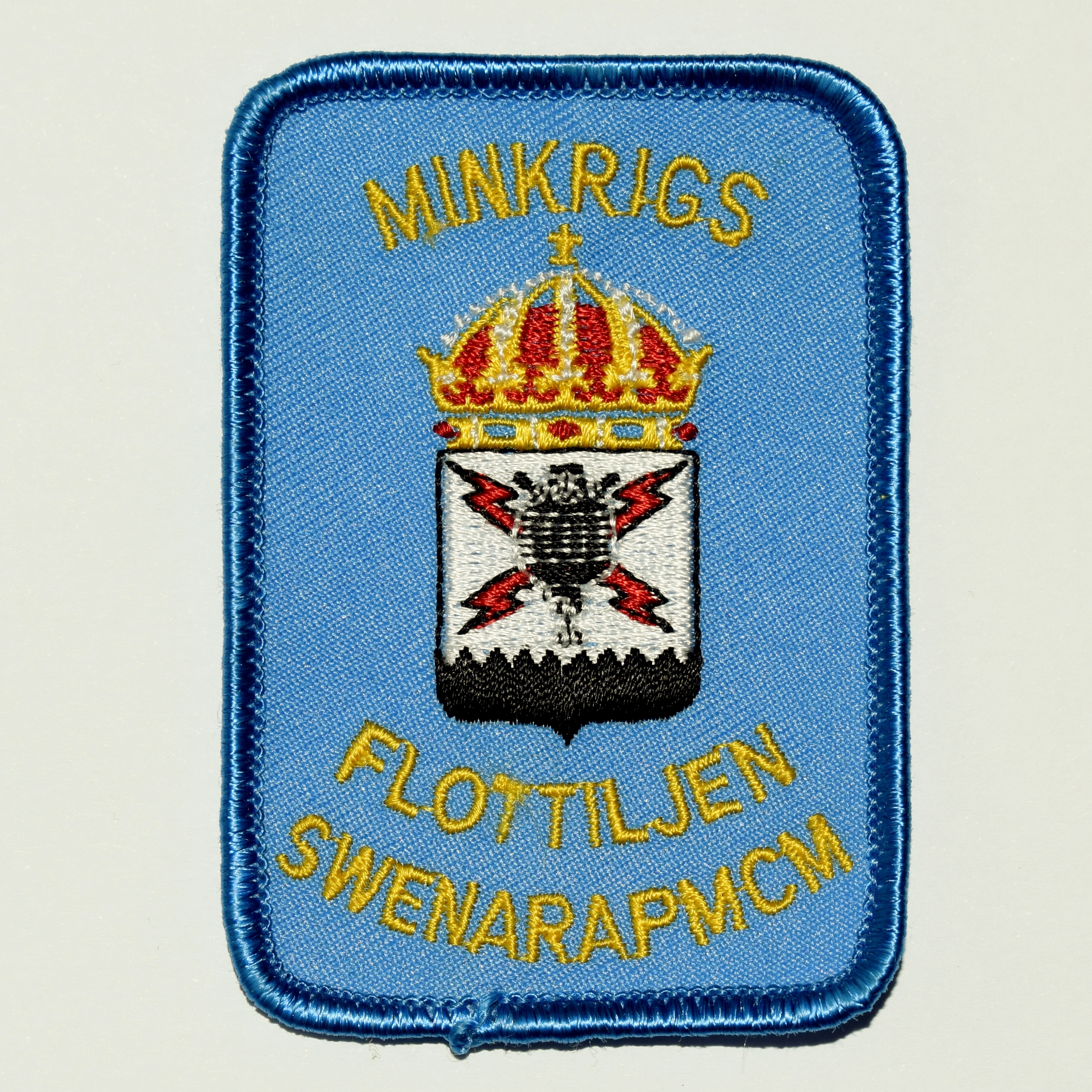
Tilläggstecken för Fjärde minkrigsflottiljen.

Fjärde sjöstridsflottiljen (4. sjöstridsflj) eller 4. sjöstridsflottiljen är en sjöstridsflottilj inom svenska marinen som verkat i olika former sedan 1994. Förbandsledningen är förlagd i Berga örlogsbas i Haninge garnison vid Hårsfjärden.

## Historik
Flottiljen bildades den 1 juli 1994 under namnet 2. minkrigsavdelningen. Det efter att Kustflottan sommaren 1993 började sammanföra minfartyg och minröjningsförband till ett nytt förband, 2. minkrigsavdelningen, vilken hade sin hemmabas i Gullmarsbasen och Musköbasen.
Genom försvarsbeslutet 2000 namnändrades flottiljen den 1 juli 2000 till Fjärde minkrigsflottiljen (4. minkrflj). Flottiljen kom att ingå i en organisation av den svenska flottan där de olika flottiljerna var indelade efter uppgifterna ytstrid, ubåtstjänst och minkrig.
Inför försvarsbeslutet 2004 pågick ett utvecklingsarbete inom Försvarsmakten gällande sjöstridskrafternas framtida flottiljorganisation. Där minkrigs- och ytstridsflottiljerna skulle anta en nya flottiljorganisation, sjöstridsflottiljer. Varje flottilj skulle inneha alla de funktioner som svenska örlogsfartyg, förutom ubåtar, samt hantera ytstrid, ubåtsjakt och minkrig. I regeringens förslag till riksdagen ansåg regeringen att tyngdpunkten för marinens verksamheten borde finnas i Karlskrona i sydöstra Sverige. Det byggde på en större omorganiseringar av marinen, vilket i sig resulterade en större reduktion av marinens insatsorganisation. På ostkusten fanns inför försvarsbeslutet en marinbas med tre flottiljer. Regeringens förslag till riksdagen byggde på att Ostkustens marinbas och Andra ytstridsflottiljen skulle utgå ur freds- och insatsorganisationen, samt att förbandsledningen för Första ubåtsflottiljen skulle omlokaliseras till Karlskrona. Fördelningen av fartyg ingående i de nya sjöstridsflottiljerna överlät regeringen till Försvarsmakten att besluta om. Den 31 december 2004 avvecklades Andra ytstridsflottiljen, från och med 1 januari 2005 övergick ytstridsflottiljen till en avvecklingsorganisation fram till dess att avvecklingen skulle vara slutförd senast den 30 juni 2006.
I den nya organisationen skulle Andra ytstridsflottiljens fartyg fördelades mellan Tredje sjöstridsflottiljen och Fjärde sjöstridsflottiljen. Under grundutbildningsåret 2005 kom dock samtliga fartyg från Andra ytstridsflottiljen att lyda under chefen för Fjärde sjöstridsflottiljen. Vid en ceremoni den 11 januari 2005, halades flottiljens flagga på Berga. Detta skedde i och med att avgående chefen för Andra ytstridsflottiljen lämnade över 20. kustkorvettsdivisionen med dess fartyg och besättningar till chefen för Fjärde sjöstridsflottiljen. Kvar blev Andra ytstridsflottiljens avvecklingsorganisation som verkade med att administrera avvecklingen av staben för Andra ytstridsflottiljen, vilken enligt riksdagsbeslutet skulle upplösas senast den 30 juni 2006. Den 12 januari 2005 övertog Fjärde sjöstridsflottiljen officiellt befälet över 20. kustkorvettsdivisionen. Med befälet över divisionen tillkom fartygen HMS Göteborg, HMS Gävle, HMS Kalmar, HMS Sundsvall samt stödfartyget HMS Visborg. Dessa fartyg med besättning fanns kvar i Berga/Muskö i syfte för att genomföra grundutbildningsomgång 2005. Därefter skulle två av Fjärde sjöstridsflottiljens korvetter överföras till Tredje sjöstridsflottiljen.
I början av september 2005 hölls en överlämningsceremoni i Karlskrona, där 41. korvettdivisionen överlämnade korvetten HMS Kalmar till 31. korvettdivisionen. HMS Kalmar var den sista korvetten som överfördes från Fjärde sjöstridsflottiljen, och som enligt försvarsbeslutet skulle överföras från avvecklade Andra ytstridsflottiljen till Tredje sjöstridsflottiljen. Tidigare hade  HMS Göteborg, HMS Malmö och HMS Stockholm tillförts, även om  HMS Göteborg kom under en tid att vara utlånad till 41. korvettdivisionen.

## Verksamhet
Verksamheten bedrivs så att förmågan att behärska väpnad strid till sjöss vidmakthålls och utvecklas bland annat genom utbildning och övning av officerare och sjömän samt genom skarpa insatser i form av min- och ammunitionsröjning eller verksamhet som värnar svensk integritet. Detta sker i såväl nationella som internationella övningar och insatser till sjöss, bland annat inom ramen för Partnerskap för fred (PFF). En stor del av verksamhetsåret består av skarpa insatser då en stor del minor och ammunitionseffekter omhändertas eller då korvetterna med sina spaningssystem används för att hävda det svenska territoriet. Röjdykarna, med sin exceptionella förmåga att röja minor och ammunition i vattenvolymen såväl som på land utgör ryggraden i svensk ammunitionsröjningskapacitet.
Minröjningsfartygen och röjdykarna innehar en förmåga som är en bristvara både nationellt och internationellt. Det är förmågan att söka, lokalisera, positionera, identifiera, oskadliggöra eller bärga föremål (som till exempel sjöminor och oexploderad ammunition) under vattnet. Röjdykarnas EOD-grupper (Explosive Ordnance Disposal) har dessutom förmåga att ytterligare förstärka dessa förmågor och dessutom verka både på land och till sjöss, i det senare fallet både på ytan och i vattnet. Korvetterna har god förmåga att genomföra väpnad strid till sjöss på, över och under vattenytan. Deras goda förmåga att verka kustnära och i skärgård har blivit allt mer efterfrågad även internationellt. Korvetterna kan övervaka stora havsytor och luftrum samt har stor slagkraft om så skulle behövas. Lag- och ledningsfartyget har förmåga att stödja flottiljens fartyg samt kunna vara den plattform där förbandschefen leder förbandets operativa verksamhet till sjöss. Även övriga fartyg i Marinen samt civila enheter kan härifrån understödjas vid exempelvis sjöräddnings- eller miljöinsatser.
Fjärde sjöstridsflottiljen har med ovanstående förbandsinnehåll förmåga till kontroll av havsområde, sjövägar och sjöfart, att göra insatser mot yt- luft- och undervattensmål samt att röja minor i hamnområden, kustnära farvatten och på öppet hav. Med detta som grund kan flottiljen insättas i nationell och internationell krishantering, som försvar mot väpnat angrepp och för att rädda liv och materiel till sjöss.

## Ingående enheter
Fjärde sjöstridsflottiljen är ett insatsförband som har till uppgift att utbilda fartygsbesättningar och stabspersonal till minkrigsfunktionen och korvettsystemet samt möta nationella och internationella krav på insatsförmåga. 4.sjöstridsflottiljen har nationellt ansvar för genomförande och utveckling av min- och ammunitionsröjning i den maritima arean.

### 1994–2000
- Stab
  - 1. röjdykardivisionen:
  - 21. minröjningsdivisionen:
  - 22. minröjningsdivisionen:
  - 121. skoldivisionen:

### 2000–2004
Inför försvarsbeslutet 2004 bestod flottiljen bestod av följande enheter.
- Flottiljstaben
  - 41. minröjningsdivisionen.
    - 411. minröjningsroten bestod av två minröjningsfartyg typ Landsortsklassen.
    - 412. minröjningsroten bestod av minröjningsfartyget HMS Sturkö (M14)
    - 413. minröjningsroten innehöll delar som ej var aktiva för utbildning
    - 416. bojbåtsroten bestod av fartygen HMS Svärtan (B03) och HMS Viggen (B04)

  - 42. minröjningsdivisionen
    - 421. minröjningsroten bestod av två minröjningsfartyg typ Landsortsklassen.
    - 422. minröjningsroten bestod av två minröjningsfartyg typ Styrsöklassen
    - 426. bojbåtsroten bestod av fartygen HMS Ejdern (B01) och HMS Krickan (B02)

  - Röjdykardivisionen: Var förlagd till Skredsvik och utrustad med HMS Skredsvik (A262)
  - Skoldivisionen: Var förlagd till Berga och utbildade navigatörer.
  - Utvecklingssektionen

### 2005–
- Flottiljstaben
  - 41. korvettdivisionen: HMS Gävle (K22), HMS Sundsvall (K24), HMS Visby (K31), HMS Helsingborg (K32), HMS Djärv (82), HMS Händig (84), HMS Hurtig (87)
  - 42. minröjningsdivisionen: HMS Koster (M73), HMS Kullen (M74), HMS Ven (M76), HMS Spårö (M12)
  - 43. underhållsdivisionen: HMS Trossö (A264)
  - 44. röjdykardivisionen

## Förläggningar och övningsplatser
När flottiljen bildades 1994 var förbandsledningen och fartygen baserade till Berga örlogshamn. Genom försvarsbeslutet 2004 beslutade riksdagen att flottiljen skulle omgrupperas till Muskö örlogsbas. Från 2009 är flottiljen baserad på Berga örlogsbas söder om Stockholm och Gullmarsbasen i Skredsvik utanför Uddevalla.

## Heraldik och traditioner

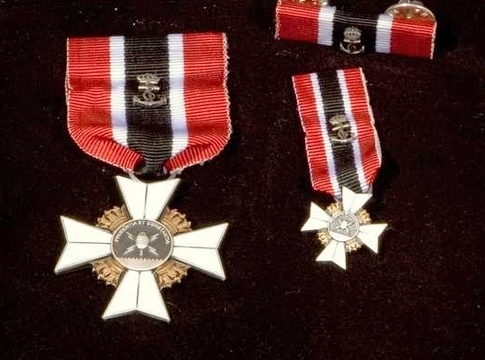
4.MinkrifljMM

Den 30 juni 1994 antogs och fastställdes "Vivu esperanto" (Rydberg) som förbandsmarsch för Andra minkrigsavdelningen. Den 27 november 2002 fastställdes marschen för Fjärde minkrigsflottiljen, sedermera Fjärde sjöstridsflottiljen. År 2006 instiftades Fjärde minkrigsflottiljens minnesmedalj i silver (4.MinkrifljMM). År 2011 instiftades Fjärde sjöstridsflottiljens förtjänstmedalj i guld och silver (4sjöstrifljGM/SM).

## Materiel vid förbandet
När flottiljen bildades bestod minkrigsavdelningen huvudsakligen av minsvepare. Vid ceremoni den 11 januari 2005 överfördes 20. kustkorvettsdivisionen, samt korvetterna HMS Göteborg, HMS Gävle, HMS Kalmar, HMS Sundsvall och stödfartyget HMS Visborg från Andra ytstridsflottiljen. Efter utbildningsåret 2005 överfördes två av korvetterna till Tredje sjöstridsflottiljen i Karlskrona. Två korvetter samt lagfartyget HMS Visborg kvarstod i Berga/Muskö området under Fjärde sjöstridsflottiljens befäl. År 2009 och 2012 mottog flottiljen sina två nyaste fartyg, HMS Visby (K31) och HMS Helsingborg (K32).

## Förbandschefer
- 1994–1997: Kommendör Christer Nordling
- 1997–2000: Kommendör Johan Fischerström
- 2000–2003: Kommendör Claes-Göran Hagström
- 2003–2006: Kommendör Lennart Bengtsson
- 2006–2009: Kommendör Jan Thörnqvist
- 2009–2013: Kommendör Jonas Wikström
- 2013–2013: Kommendörkapten Pontus Krohn (Tf.)
- 2014–2017: Kommendör Ewa Skoog Haslum [15]
- 2017–2019: Kommendör Fredrik Palmquist [16]
- 2019–2022: Kommendör Jon Wikingsson [f]
- 2022–2022: Kommendörkapten Robert Schöllin [g]
- 2022–2024: Kommendör Anders Bäckström [h]
- 2024–20xx: Kommendör Martin Göth [19]

## Namn, beteckning och förläggningsort
| 2. minkrigsavdelningen | 1994-07-01 | – | 2000-06-30 |
| 4. minkrigsflottiljen  | 2000-07-01 | – | 2004-12-31 |
| 4. sjöstridsflottiljen | 2005-01-01 | – |            |

| 2. minkriavd    | 1994-07-01 | – | 2000-06-30 |
| 4. minkriflj    | 2000-07-01 | – | 2004-12-31 |
| 4. sjöstridsflj | 2005-01-01 | – |            |

| Haninge garnison/Berga örlogsbas (F) | 1994-07-01 | – | 2004-12-31 |
| Haninge garnison/Muskö örlogsbas (F) | 2005-01-01 | – | 2008-??-?? |
| Göteborgs garnison/Gullmarsbasen (D) | 1994-07-01 | – |            |
| Haninge garnison/Berga örlogsbas (F) | 2009-??-?? | – |            |

## Galleri

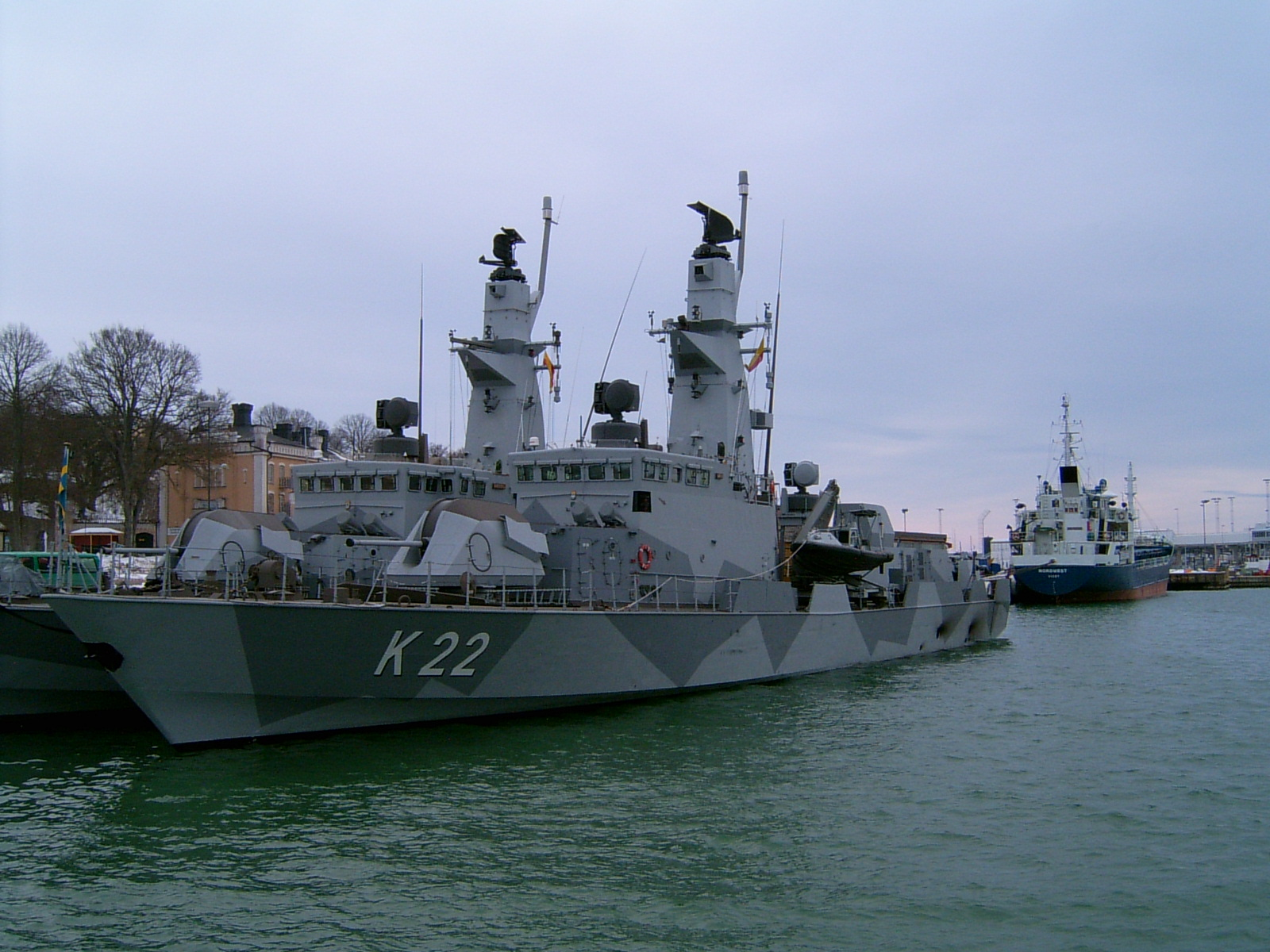
HMS Gävle (K22) i Visby hamn 2006.
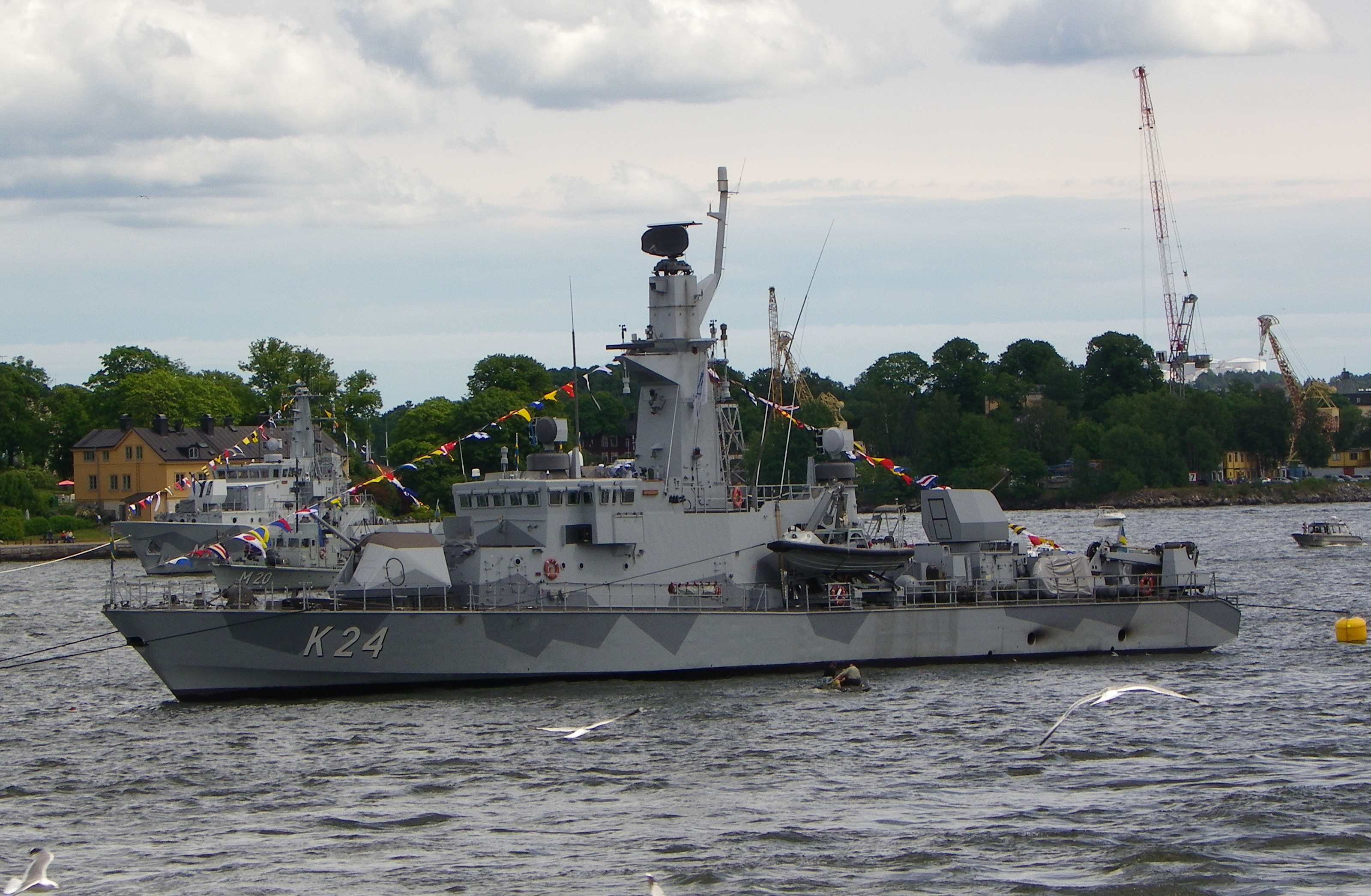
HMS Sundsvall (K24) år 2010 i Stockholm
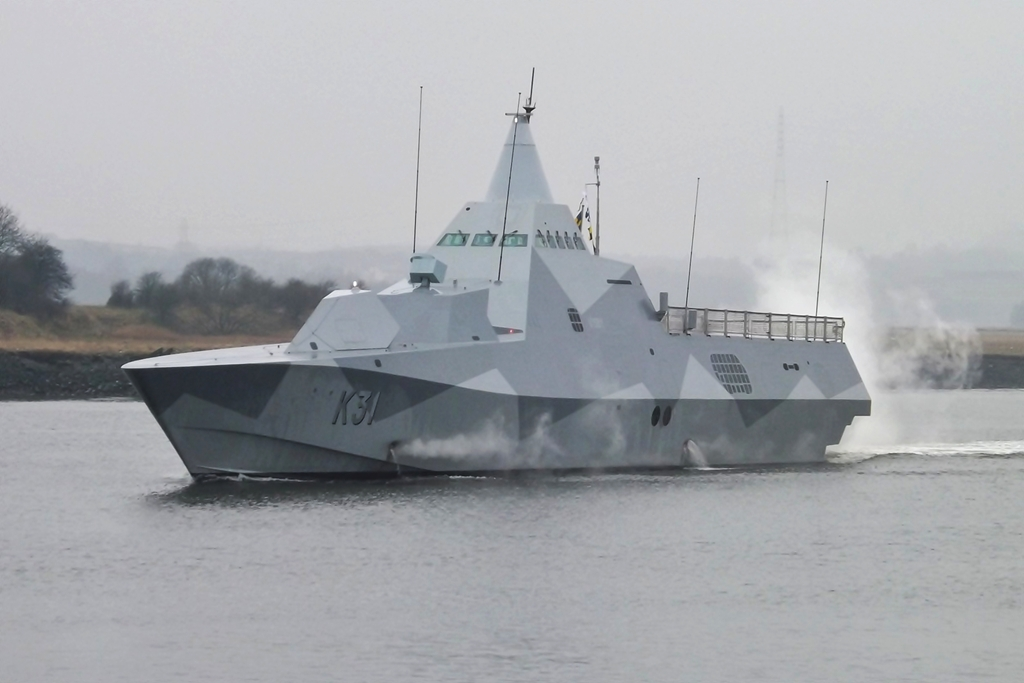
HMS Visby (K31) 2013.
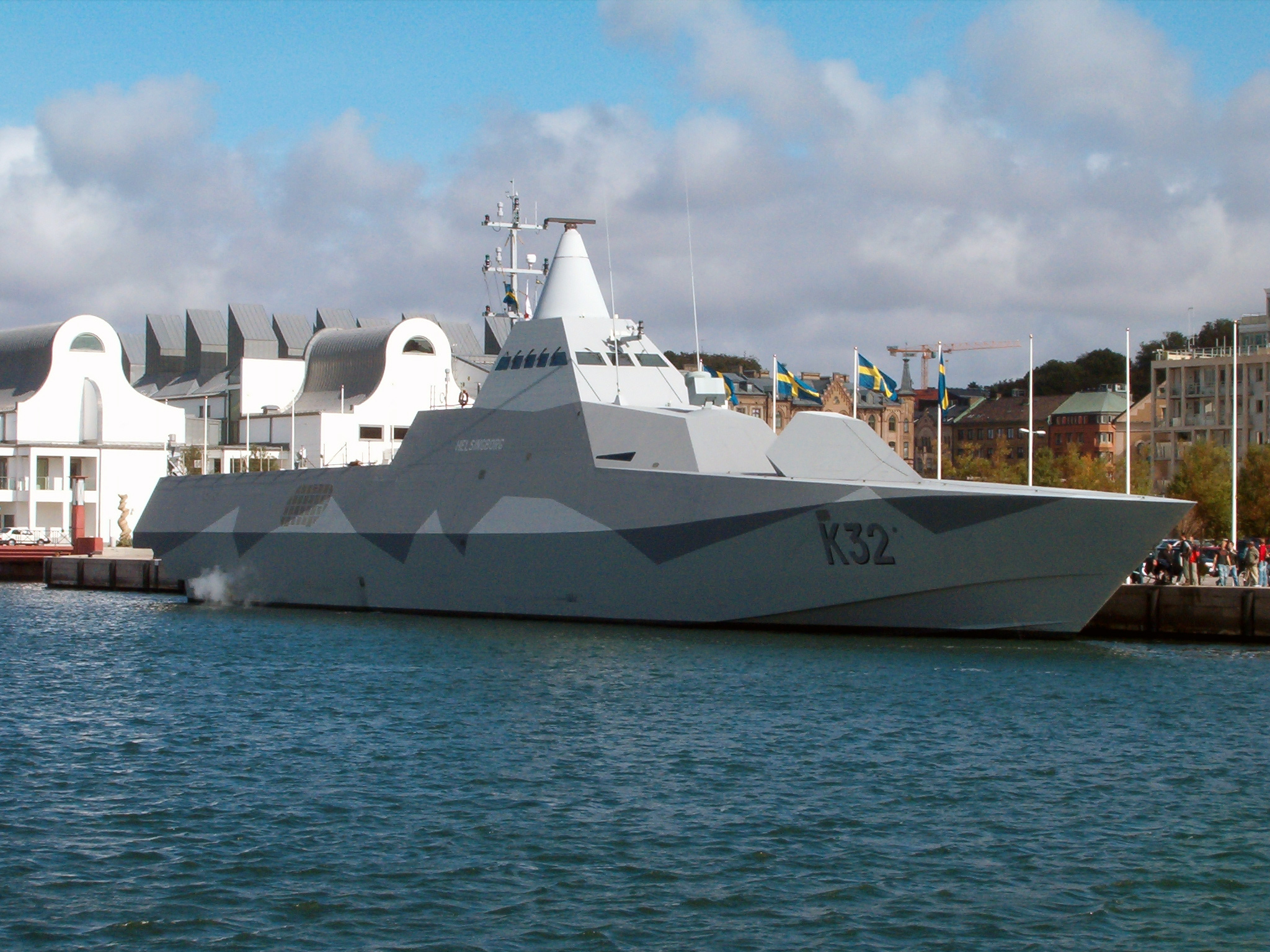
HMS Helsingborg (K32) framför Dunkers kulturhus i Helsingborgs hamn 2006.
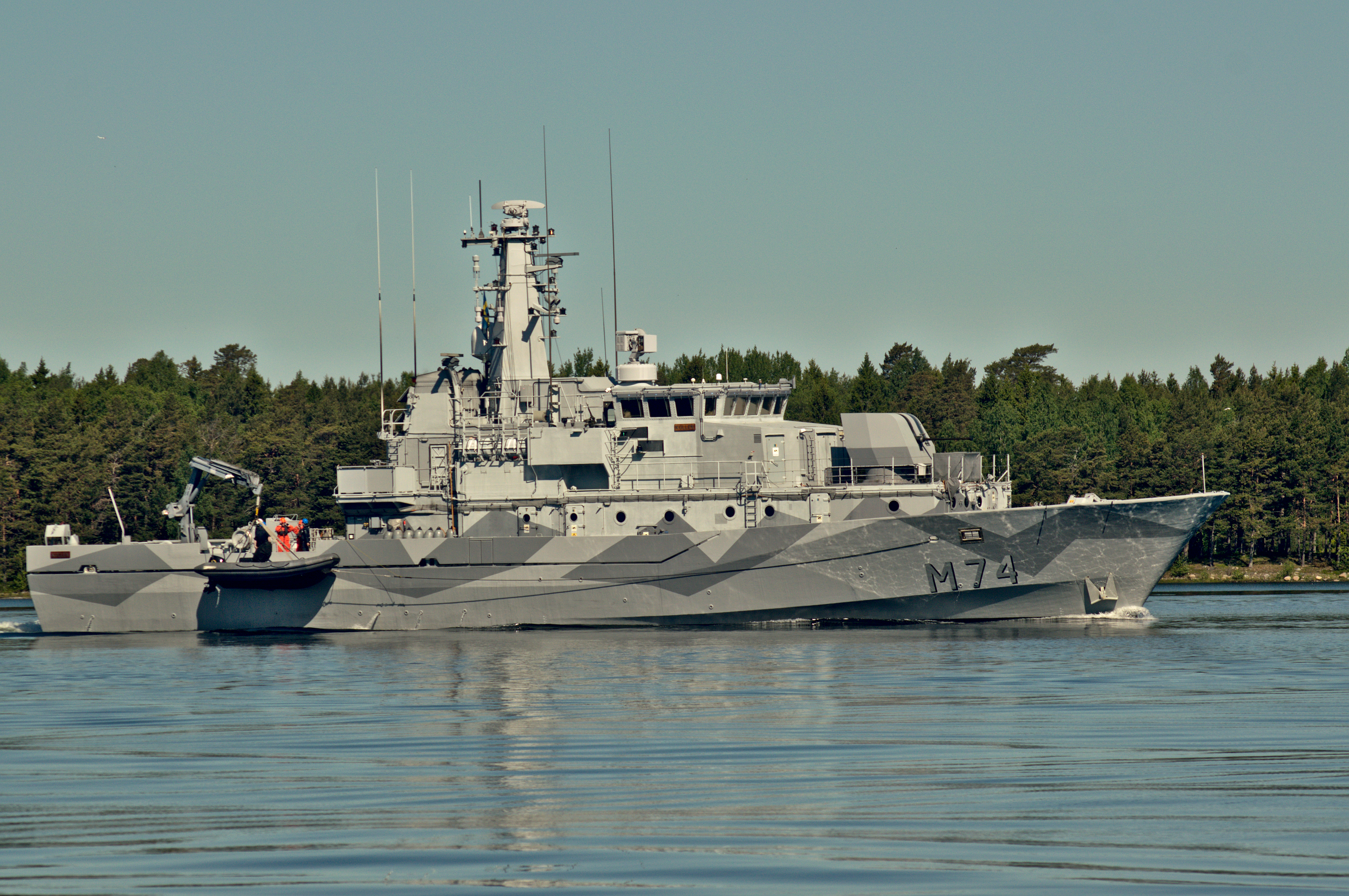
HMS Kullen (M74) Utanför Ornö juni 2015.
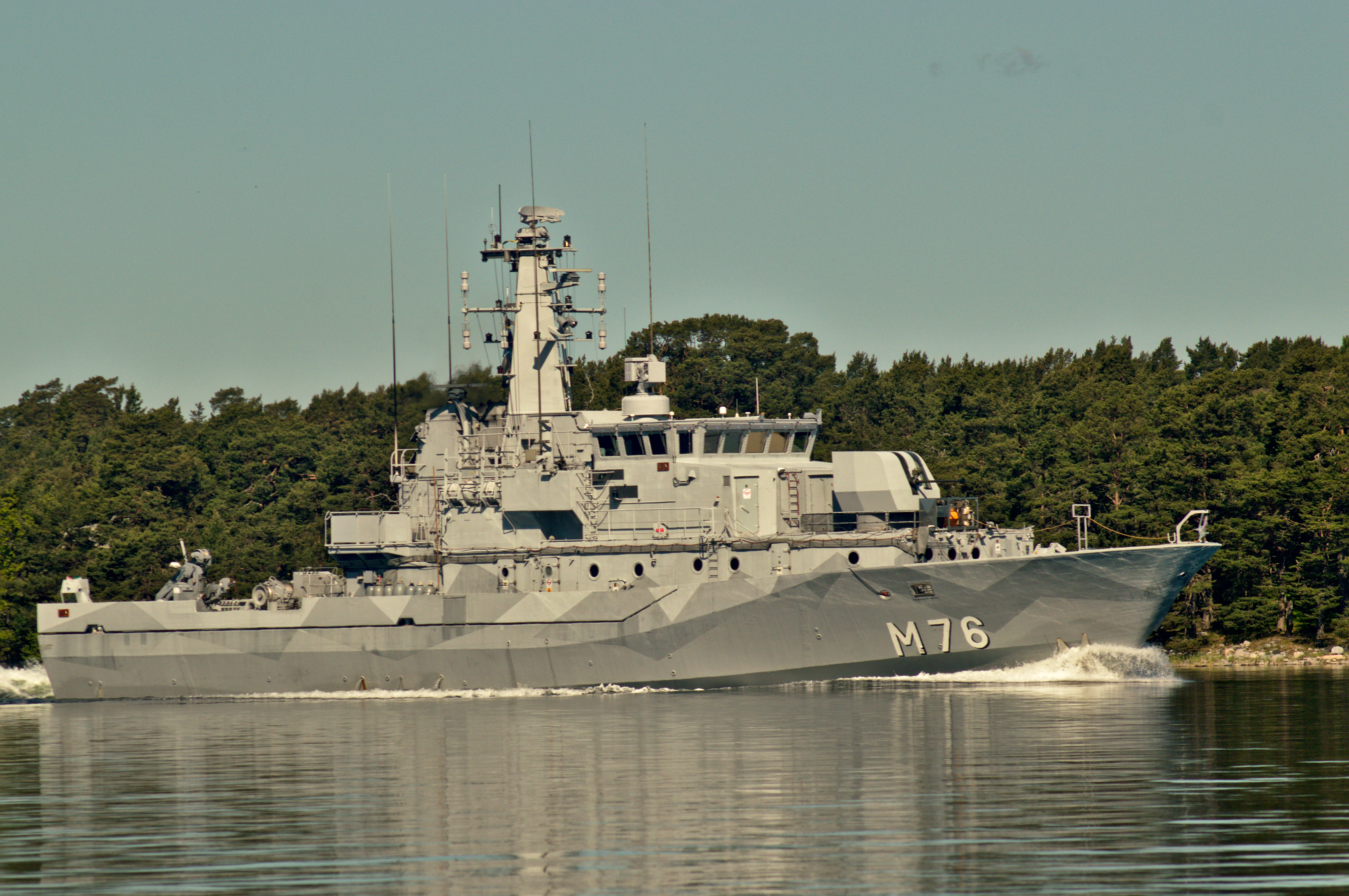
HMS Ven (M76) utanför Ornö i juni 2015.
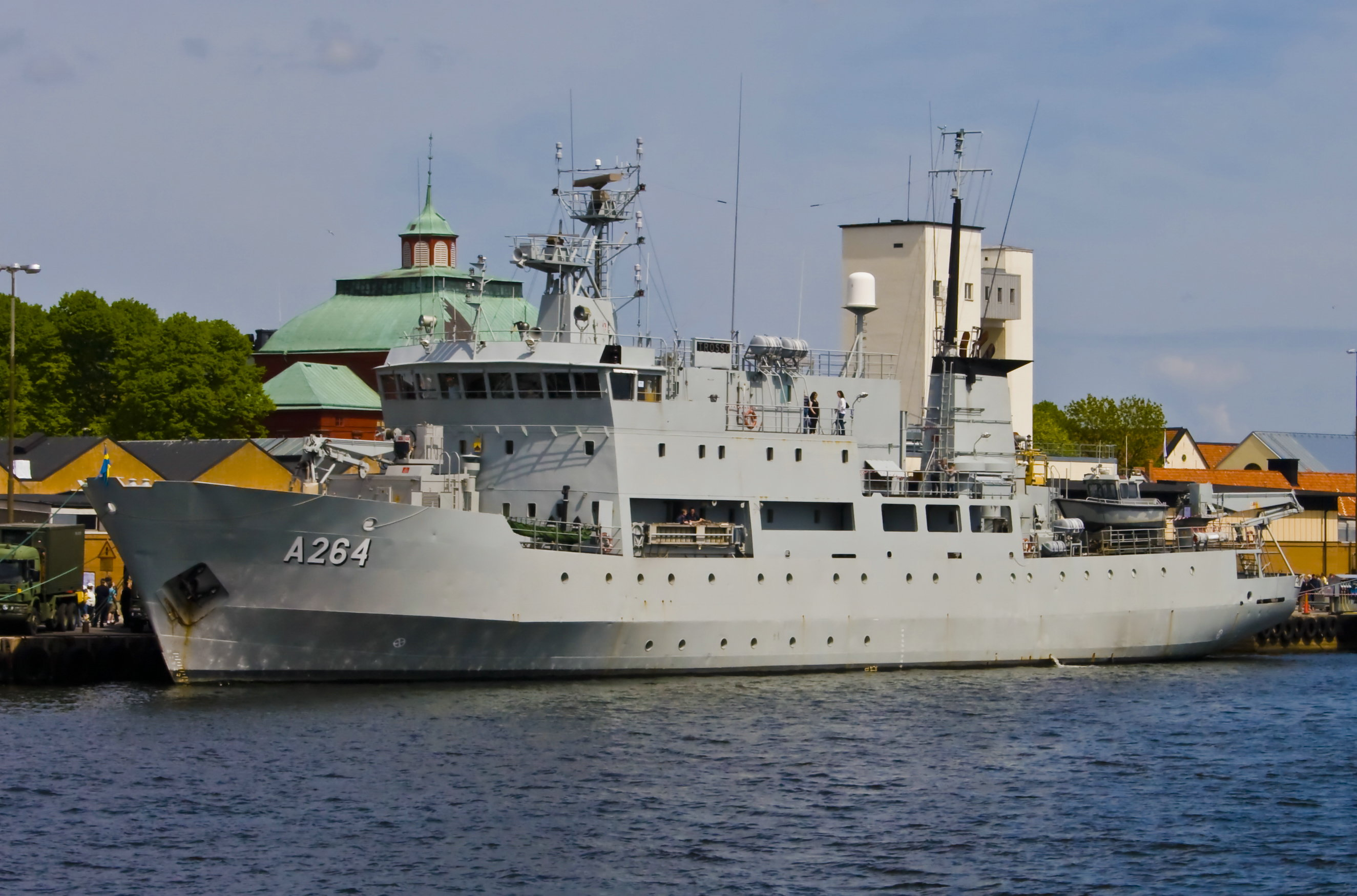
HMS Trossö (A264) i Karlskrona, maj 2008.
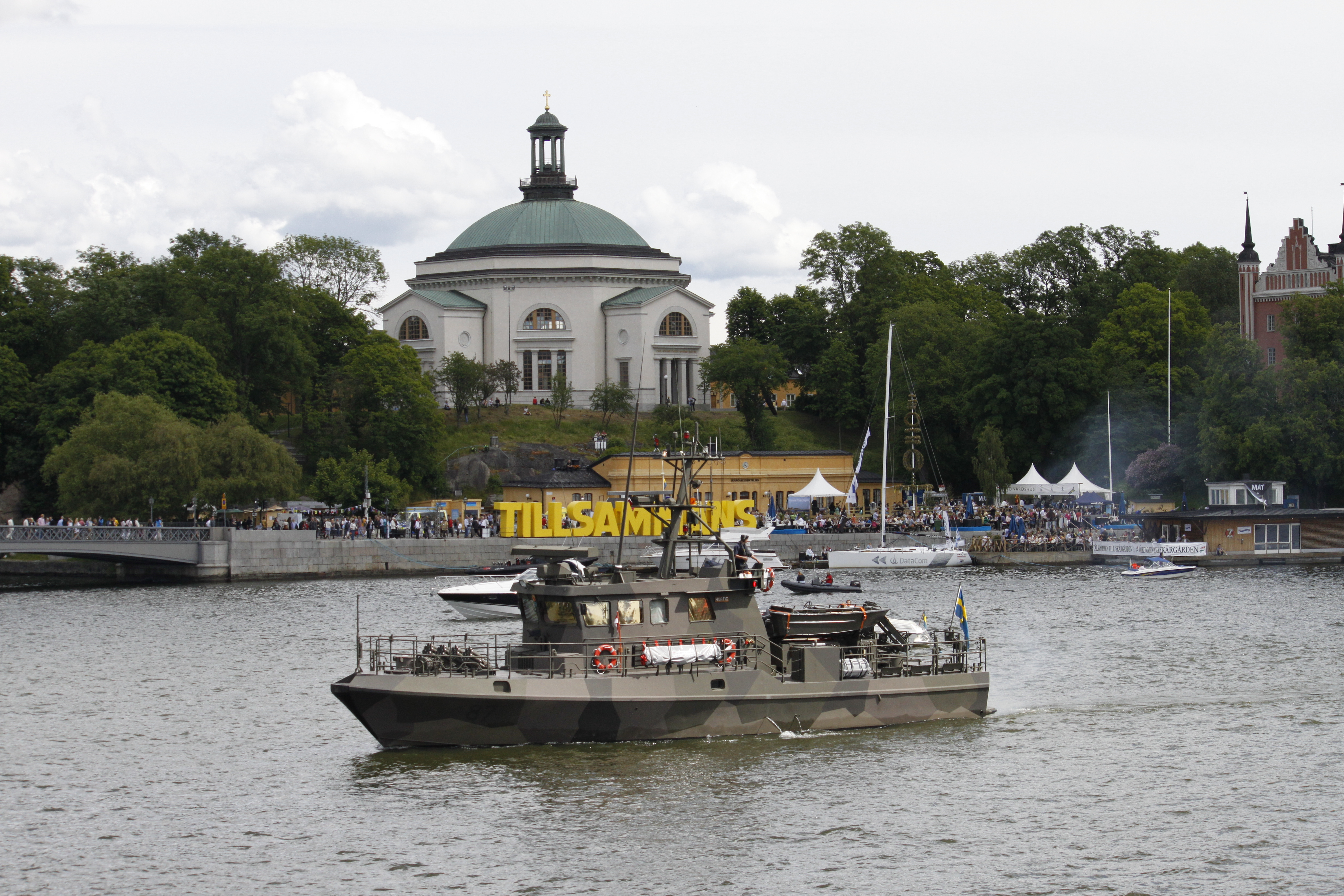
HMS Hurtig (87) i Stockholm 2010.